# Vale do Anari
Vale do Anari là một đô thị thuộc bang Rondônia, Brasil. Đô thị này có diện tích 3135,14 km², dân số năm 2007 là 8751 người, mật độ 2,79 người/km².